# Màxim Borrell i Vidal
Màxim Borrell i Vidal (8 de juny de 1937) és un escriptor i jugador d'escacs català. L'any 1971 fou Campionat de Catalunya d'escacs. El juliol de 2016 la Federació Catalana d'Escacs acordà concedir-li l'insígnia de plata que li fou concedida a la Festa Catalana del setembre de 2016 a Mollet del Vallès.

## Obres
- Borrell i Vidal, Màxim. Aperturas semicerradas.  Barcelona: Bruguera, 1975, p. 251. ISBN 8402040748.
- Borrell i Vidal, Màxim. Las aperturas del peón dama. Sus secretos, estrategia y práctica modernas.  Barcelona: Bruguera, 1974, p. 219. ISBN 840203585X.
- Borrell i Vidal, Màxim. Aperturas de flanco.  Barcelona: Bruguera, 1975, p. 256. ISBN 8402040756.
- Borrell i Vidal, Màxim. Aperturas abiertas.  Barcelona: Bruguera, 1975, p. 254. ISBN 8402040713.
- Borrell i Vidal, Màxim. Aperturas cerradas.  Barcelona: Bruguera, 1975, p. 254. ISBN 840204073X.
- Borrell i Vidal, Màxim. Ajedrez y prácticas modernas.  Barcelona: Bruguera, 1974, p. 224. ISBN 840203585X.
- Borrell i Vidal, Màxim. AJEDREZ BRILLANTE Historia, anécdotas y curiosidades..  Barcelona: Bruguera, 1975, p. 251. ISBN 8402040764.